# Diane Hales
Diane Hales (* 1948, geborene Diane Moore) ist eine US-amerikanische Badmintonspielerin. Stan Hales ist ihr Ehemann.

## Karriere
Diane Hales gewann 1971 die offen ausgetragenen US-Meisterschaften im Dameneinzel und 1973 Mixed im Damendoppel mit Pam Bristol Brady. 1974 siegte sie bei den US-Einzelmeisterschaften im Doppel mit Brady und 1975 mit Carlene Starkey. 1979 veröffentlichte sie mit ihrer Masterarbeit A History of Badminton in the United States from 1878 to 1939 die erste umfassendere Publikation über die Badmintongeschichte der USA.

## Sportliche Erfolge
| Saison | Veranstaltung              | Disziplin   | Platz | Name                          |
| ------ | -------------------------- | ----------- | ----- | ----------------------------- |
| 1971   | US Open                    | Dameneinzel | 1     | Diane Hales                   |
| 1973   | US Open                    | Damendoppel | 1     | Pam Brady / Diane Hales       |
| 1974   | USA: Einzelmeisterschaften | Damendoppel | 1     | Pam Brady / Diane Hales       |
| 1975   | USA: Einzelmeisterschaften | Damendoppel | 1     | Diane Hales / Carlene Starkey |